# Adile Zogu

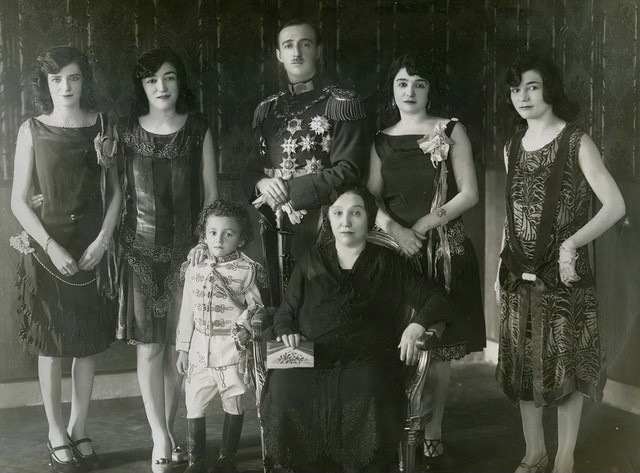
Členové rodiny Zoguů

Princezna Adile Zogu (9. dubna 1890 Burgajetský hrad – 6. února 1966 Paříž) byla albánská princezna a nejstarší sestra Zoga I. Albánského.

## Narození
Stejně jako u všech sester Zoga I. panuje určitá nejasnost ohledně data narození Adile. Během existence zogovské monarchie se tři nejmladší Zogovy sestry – Myzejen, Ruhije a Maxhide (všechny neprovdané) – staly velmi zdrženlivými ohledně svého věku. Jak stárly, jejich „oficiální“ data narození byla posouvána dopředu, a stejně tak byla upravována i data narození Adile a Nafije, aby nevznikl podezřelý věkový rozdíl. Úmrtí jejich otce, Džemala Paši Zogolli, bylo přitom také posunuto dopředu. Nakonec se uvádělo, že Adile se narodila v roce 1894, ačkoli pravděpodobnější je rok 1890–91. Na jejím náhrobku je uveden rok 1890.

## Manželství a pozdější život
Adile (Adila) se v roce 1909 provdala za majora Emina Beye Agolliho Doshishtiho (1890–1988). Pocházel z významné rodiny, která vlastnila rozsáhlé pozemky u Ochridského jezera (jeho rodiči byli albánští aristokraté Salih Agolli Doshishti a jeho manželka Gylijé Allaj). Manželství bylo pravděpodobně domluveno už několik let předem její matkou. Pár měl pět dětí. Kolem roku 1925 se rozešli, avšak nikdy se oficiálně nerozvedli. Adile vedla domácnost, ve které žila se svými sestrami (a před rokem 1934 také s královnou matkou), protože mladší princezny neměly velké zkušenosti s vedením domácnosti. Počátkem existence Albánského království byla Adile často nepřítomná – ona i její nejmladší dcera Danush onemocněly tuberkulózou a strávily několik let v sanatoriu ve Švýcarsku, než se uzdravily a vrátily se do Albánie.
Po svržení monarchie při italské invazi do Albánie v roce 1939 doprovodila Adile Zoga do Anglie. Poté, co odešel do Egypta, zůstala v Británii a usadila se v Henley-on-Thames se svými dvěma dcerami (které získaly anglické vzdělání) a svou švagrovou, princeznou Ruhije Xhelal Zogolli (1881–1956, první manželkou Xhelala Zogu, Adilina staršího nevlastního bratra z otcovy strany). Koncem 50. let se znovu připojila ke svým přeživším sourozencům ve Francii. Po Zogově smrti v roce 1961 žila v Paříži se svým nejstarším synem Salihem až do své smrti v roce 1966.

## Potomci
| Jméno            | Narození          | Úmrtí          | Manžel/ka                   | Děti                                                                    |
| ---------------- | ----------------- | -------------- | --------------------------- | ----------------------------------------------------------------------- |
| Princ Salih      | 1913              | 1983           | Nikdy se neoženil           | Žádné                                                                   |
| Princ Hysein     | 1914              | ?              | Asma Çerçistopalli          | Sermet Doshishti-Agolli, Sevin Sadija Doshishti-Agolli                  |
| Princ Sherafedin | 26. května 1921   | červen 1965    | Helen Jordan                | John Steven Doshishti                                                   |
| Princezna Teri   | 10. září 1923     | říjen 2001     | Robert Henry Cooper         | William Jeremy Daniel Cooper, Westrow Gerald Alan Cooper                |
| Princezna Danush | 29. července 1925 | 11. října 1999 | Robert Martin Roudabush Jr. | Robert M. Roudabush III, John E. Roudabush, Teri Anne Roudabush Bennett |

## Vyznamenání
- Dáma velkokříže Řádu věrnosti (Albánské království)